# Музей-диорама «Битва за Днепр в районе Переяслав-Хмельницкого осенью 1943 года»
Музей-диорама «Битва за Днепр в районе Переяслав-Хмельницкого осенью 1943 года» — музей, открытый в 1975 году в Переяславе Киевской области в помещении Вознесенского собора, который обладает статусом памятника архитектуры национального значения. Музей-диорама входит в состав Национального историко-этнографического заповедника «Переяслав».

## История
Музей-диорама был открыт в Переяслав-Хмельницком в 1975 году. Под создание музея выделили помещение памятника архитектуры национального значения — Вознесенского собора, постройка которого датирована 1700 годом. Музей был открыт в честь 30 лет с момента победы в Великой Отечественной войне. Идея о размещении диорамы в музее появилась у заведующего советского отдела исторического музея Николая Петровича Палагуты, который увидел на развороте одного их журналов «Огонёк» цветную литографию, а под ней — подпись: «Фрагменты диорамы битвы за Днепр в районе Переяслава осенью 1943 года». Он показал это директору Переяслав-Хмельницкого исторического музея Михаилу Сикорскому и они решили отыскать диораму. В то время диорама находилась в музее ракетных войск и артиллерии города Ленинграда. Руководство этого музея отказало в передаче диорамы в Переяслав-Хмельницкий. Было решено просить написать ещё одну диораму, стоимость которой оценивалась в 50 тысяч рублей, тогда как на тот момент на приобретение экспонатов было выделено только 20 тысяч рублей. Недостающую часть денег решили искать в районе. М. И. Сикорский обратился за помощью в райком и райисполком, где ему пообещали помочь и найти необходимые деньги. Работать над диорамой приехали Петр Тарасович Мальцев и Николай Сергеевич Присекин. Вместе с работниками музея они посетили правый берег Днепра, делали зарисовки, фотографии, общались с местными жителями. Художники вернулись в Москву и стали работать над полотном, а в Переяслав-Хмельницком начали искать необходимую информацию: фотографии, вещи участников боев за Днепр, воспоминания. Мальцев и Присекин работали над эскизами два года и в 1972 показали готовые эскизы. Когда возникла необходимость оплаты работы художников, а предыдущие договоренности о финансовой помощи не были исполнены, частично с финансами помог глава областного общества охраны памятников истории и культуры Иван Омельянович Дудник. М. И. Сикорский обращался за финансированием в Киевский облисполком и обком партии, но ему было отказано. Поддержать в финансовом вопросе согласился глава Киевского областного совета по туризму и экскурсиям Василий Кириллович Мельниченко. М. И. Сикорский встретился с секретарем облисполкома Людмилой Ильиничной Хорозовой, и убедил её в необходимости создания диорамы. Деньги в студию М. Б. Грекова были отправлены.
Работа над созданием диорамы длилась четыре с половиной года в Москве в специально оборудованном павильоне. Впервые полотно для зрителей было выставлено в московском манеже на период 2 месяцев. После этого, диораму привезли в Переяслав-Хмельницкий и художники стали работать в Вознесенском соборе. 5 мая 1975 года состоялось торжественное открытие диорамы — документального полотна, длина которого 28 метров и высота 7 метров. На переднем плане изображены бойцы и командиры Красной Армии, получившие звание Героя Советского Союза.
Первым заведующим музея был Николай Данилович Шавейко, затем эту должность заняла Галина Ивановна Глушко, затем — Валентина Семеновна Ковалёва.
В музее выставлены живописные и скульптурные работы, портретная галерея Героев Советского Союза, письма, оружие, награды, газеты, документы, плакаты и личные вещи солдат.
Подземный коридор соединяет главный зал и мемориал, который построили в честь 10 тысяч погибших жителей города в военное время. На стенах содержаться их фамилии. В этом же месте стоит мемориальная плита.